# Polittico di Monte San Martino
Il Polittico di Monte San Martino è un dipinto a tempera e oro su tavola (285x227 cm) di Carlo e Vittore Crivelli, databile al 1477-1480 circa e conservato nella chiesa di San Martino vescovo a Monte San Martino, in provincia di Macerata.

## Storia
Già Amico Ricci, nel 1834 registrava il polittico come opera di Vittore, chiedendosi però se per la sua bellezza non vi fosse da registrare l'intervento di Carlo. Cavalcaselle e Morelli (1861, 1896) arrivarono infatti ad affermare che l'opera poteva essere frutto della collaborazione dei due fratelli. La critica successiva fu altalenante: escluso dalla mostra di Macerata del 1905, il polittico fu definito di scuola di Vittore dal Testi (1915) e taciuto dal Serra, da Berenson, dal Drey, da Adolfo Venturi e da Thieme-Becker. Nel 1950 ebbe una rinascita con l'esposizione nella mostra di Ancona come opera collaborativa dei due fratelli, poi pubblicato come opera di Carlo (Zampetti 1951). La critica seguente (Pallucchini 1950, Podestà 1950, di nuovo Berenson 1957 e Bovero 1961/1975) chiarì poi che a Carlo spettano i quattro santi del registro superiore, Niccolò e Michele in quello inferiore, mentre a Vittore il resto (Pietà, Madonna col Bambino, santi Giovanni Evangelista e Biagio). La predella venne probabilmente disegnata da Carlo ma eseguita da Vittore. 
Si tratterebbe quindi dell'unica opera collaborativa tra i due. Più tardi Federico Zeri (1976) invece di Carlo preferì tirare in ballo un suo collaboratore anonimo, lo stesso autore del Polittico della Pinacoteca Vaticana, di solito riferito a Vittore. 

## Descrizione e stile
Il Polittico è diviso in due registri più predella. In quello inferiore sono presenti la Madonna col Bambino (111x50 cm) e i santi a figura intera Nicola, Michele Arcangelo, Giovanni Battista e Biagio (ciascuno 100x30 cm); in quello superiore al centro il Cristo morto sorretto dagli angeli (71x47) e i santi a mezza figura Giovanni Evangelista, Martino, Giacomo, Caterina d'Alessandria (ciascuno 65x26). La predella mostra il Redentore tra gli apostoli, in piccole tavole centinate che imitano una sorta di loggetta continua. 
La presenza fianco a fianco delle mani dei due pittori ne mette in evidenza più che mai le differenze: dove per Carlo il segno è incisivo e le figure palpitanti, per Vittore gli elementi appaiono deboli e ripetitivi, privi di mordente. Le parti di Carlo mostrano analogie con altre sue opere: Caterina si avvicina alla Maria Maddalena ad Amsterdam, Rocco assomiglia al Battista dell'Incoronazione della Vergine della Pinacoteca di Brera.